# Dice Gambit
《다이스 갬빗》 (Dice Gambit)은 Chromatic Ink에서 제작한 인디 전략 RPG게임이다. 플레이어의 조상이 남긴 편지에 따라, 조사관 가문인 주인공이 크로마틱을 소탕하는 가업을 잇기 위해 게임의 배경, 네오 탈리스로 이동하는 것으로 시작한다.
게임은 기본적으로 턴제 전략 RPG게임이다.